# La Chapelle-Hugon
La Chapelle-Hugon is een gemeente in het Franse departement Cher (regio Centre-Val de Loire) en telt 376 inwoners (1999). De plaats maakt deel uit van het arrondissement Saint-Amand-Montrond.

## Geografie
De oppervlakte van La Chapelle-Hugon bedraagt 15,8 km², de bevolkingsdichtheid is 23,8 inwoners per km².
De onderstaande kaart toont de ligging van La Chapelle-Hugon met de belangrijkste infrastructuur en aangrenzende gemeenten.

## Demografie
Onderstaande figuur toont het verloop van het inwonertal (bron: INSEE-tellingen).